# Rimbo Pengadang (plaats)
Rimbo Pengadang is een bestuurslaag in het regentschap Lebong van de provincie Bengkulu, Indonesië. Rimbo Pengadang telt 1258 inwoners (volkstelling 2010).